# Fünfeichen (Neubrandenburg)

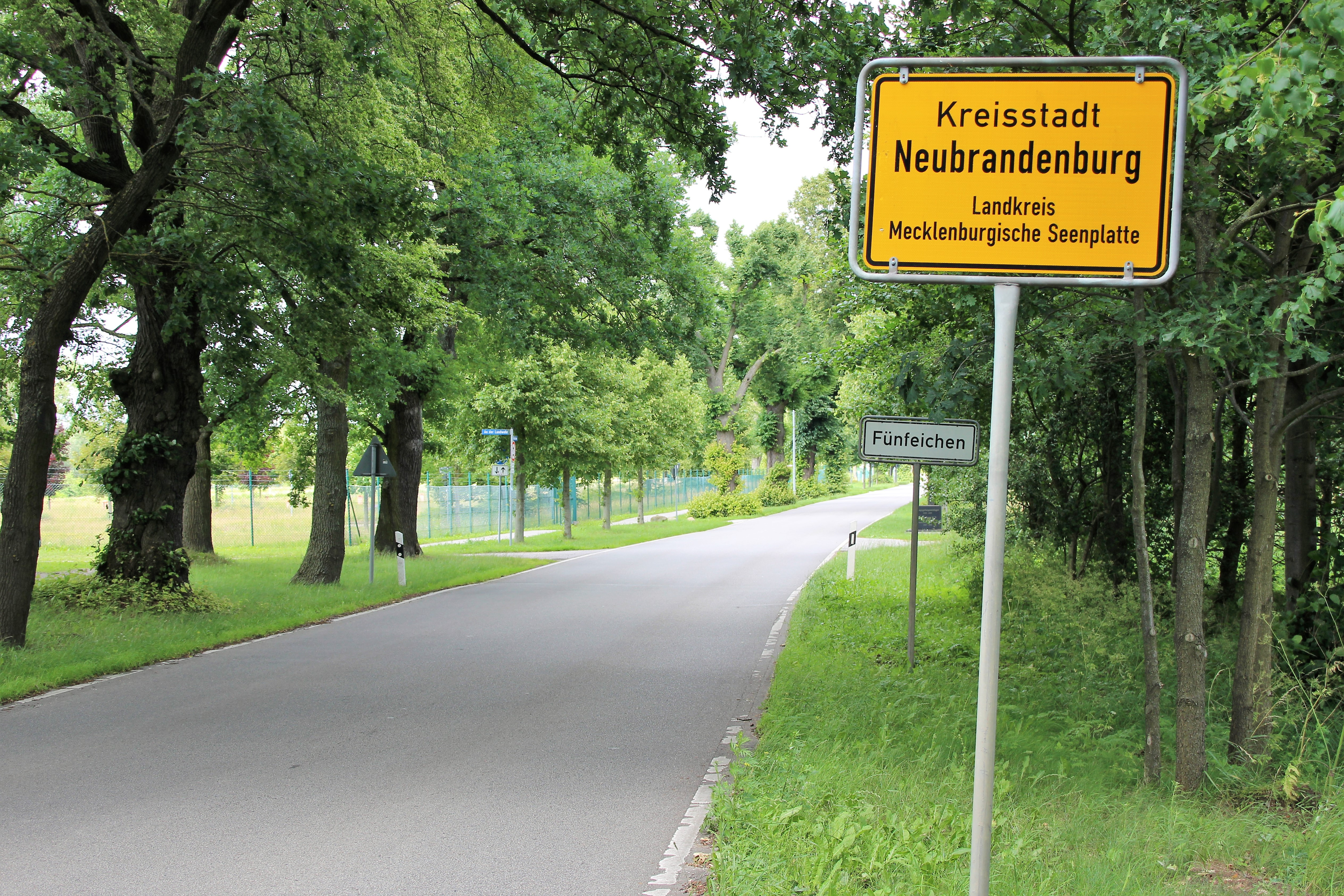
Südlicher Ortseingang

Fünfeichen ist ein südöstlich des Stadtzentrums gelegener Stadtgebietsteil von Neubrandenburg, seit 1995 zugeordnet dem Neubrandenburger „Stadtgebiet Süd“.
Der Ort wurde nach der Separation der städtischen Feldmark um 1870 als Stadtgut am Südrand auf der Stadtfeldmark von Neubrandenburg angelegt und blieb stets Teil der Stadt. Gründer und erster Besitzer war der Neubrandenburger Arztsohn und Advokat Moritz Loeper (der Jüngere; 1831–1888), letzte Besitzerin Olga Jürges, geb. Freiin von Maltzahn (1879–1963), die das Gut 1938 an die deutsche Wehrmacht verkaufte. Danach wurde hier ein Truppenübungsplatz angelegt, das Gut aber zunächst weiter betrieben.
Auf dem Gelände des Gutes entstand nach Kriegsausbruch 1939 das der Wehrmacht unterstellte Kriegsgefangenenlager Stammlager Neubrandenburg/Fünfeichen (Stalag II A), ab Juni 1945 vom NKWD genutzt als Speziallager Nr. 9 Fünfeichen. Über die während dieser Phase im Lager herrschenden Zustände findet sich in Band 3 von Uwe Johnsons Roman Jahrestage eine literarische Schilderung (in dem dem 4. Juni 1968 gewidmeten Kapitel). Ab August 1948 wurde das Lager aufgelöst und abgerissen.
In Fünfeichen wurden zu beiden historischen Ebenen Mahnmale errichtet.
Fünfeichen war Standort der Nationalen Volksarmee (NVA) bzw. Bundeswehr (bis März 2016). Anschließend wurde das Areal unter anderem im Zuge der Flüchtlingskrise in Europa ab 2015 auch als Notunterkunft für hunderte Flüchtlinge genutzt.